# Liste des compagnies aériennes en Irak
Voici une liste des compagnies aériennes opérant actuellement en Irak.

## Compagnies aériennes régulières
| Compagnie aérienne | Image | IATA | OACI    | Indicatif d'appel | Depuis | Remarques |
| ------------------ | ----- | ---- | ------- | ----------------- | ------ | --------- |
| Fly Bagdad         |       | SI   | FBA     | IRAQ EXPRESS      | 2015   |           |
| FlyErbil           |       | HW   | LA BAIE | HAWLER            | 2018   |           |
| Iraqi Airways      |       | IA   | IAW     | IRAQI             | 1945   |           |

## Voir également
- Liste des anciennes compagnies aériennes irakiennes
- Liste des anciennes compagnies aériennes d'Asie
- Liste des compagnies aériennes

- Liste des compagnies aériennes en Asie
- Liste des compagnies aériennes en Europe